# Rychnov na Moravě
Rychnov na Moravě é uma comuna checa localizada na região de Pardubice, distrito de Svitavy.